# 문세윤
문세윤(文世潤, 1982년 5월 11일~)은 대한민국의 희극인이다.
- 2001년 대한민국으로 돌아온 뒤 한국방송공사 개그맨으로 방송인으로 정식 데뷔하였다.
- 2002년 SBS 6기 공채 개그맨으로 정식 데뷔하였다.

## 학력
- 1989년 ~ 1995년 서울면일초등학교 (졸업)
- 1998년 3월 4일 ~ 2001년 2월 18일 면목고등학교 (졸업)
- 2001년 3월 3일 ~ 2003년 2월 14일 서일전문대학 레크리에이션과 (졸업)

## 같이 보기
- 유민상
- 김민경
- 김준현
- 코미디빅리그
- 맛있는 녀석들

## 출연 작품

### 예능 방송인
- 2001년 ~ 2002년 《개그콘서트》 (KBS 2TV)
- 2002년 ~ 2003년 《좋은 친구들》 (SBS)
- 2003년 ~ 2005년 《웃찾사》 (SBS)
  - 〈퀴즈야 놀자〉 - 빡빡이 원장의 딸 역
- 2005년 《잉글리시 매직스쿨》 (SBS)
- 2005년, 2006년 《가족오락관》 (KBS 1TV) - 게스트
- 2006년 《코미디 카운트 다운》 (Comedy TV)
- 2008년 《동물이 산다》 (Comedy TV)
- 2010년 《으라차차 우리 동네》 (OBS)
- 《코미디빅리그》  (tvN)
  - 〈신조어천가〉
  - 〈남자의 노래〉
  - 〈캐스팅〉
  - 〈리액션 스쿨〉 - 정동남 과장 역
  - 〈코빅법정〉 - 판사 역
  - 〈깽스맨〉 - 썩은 고기 역
  - 〈왕자의 게임〉 - 영의정 역
  - 〈신의 한수〉
  - 〈핼머니〉 - 김영희의 연인 역
  - 〈진호를 위하여〉 - 의사 역
  - 〈으랏차차 대한민국〉
  - 〈리얼극장 선택〉
  - 〈컴funny〉
  - 〈흔들려〉
  - <리얼극장 초이스>
  - <용진호의 개그 보충대>
- 2015년 ~ 2022년 《맛있는 녀석들》 (Comedy TV)
- 2016년 《수요미식회》 (tvN)
- 2016년 《진짜 사나이》 (MBC)
- 2016년 《노래싸움 - 승부》 (KBS 2TV)
- 2016년 《코미디 청백전 사이다》 (MBN)
- 2016년 《살림하는 남자들》 (KBS 2TV)
- 2017년 《원나잇 푸드트립: 먹방레이스》 (O'live & tvN)
- 2017년 《미스터리 음악쇼 복면가왕》 - 아버지를 아버지라 못 부르고 노래 부르는 홍길동 [참가자] (MBC)
- 2017년 《배틀트립》 유민상과 함께 출연 (KBS 2TV)
- 2017년 《추석특집 가족의 발견》 패널 (KBS 2TV)
- 2017년 《추석특집 박스라이프》 (SBS)
- 2017년 《최고의 만찬》 (TV조선)
- 2018년 ~ (현재) 《놀라운 토요일》 (tvN)
- 2018년 《짠내투어》 (tvN)
- 2019년 《고교급식왕》 (tvN)
- 2019년 《뭐든지 프렌즈》 (tvN)
- 2019년 《옥탑방의 문제아들》(KBS 2TV)
- 2019년 《어서 말을 해》 (JTBC)
- 2019년 ~ (현재) 《1박2일》 (KBS 2TV)
- 2020년 《내 안의 발라드》 (Mnet)
- 2020년 《악인전》(KBS2)
- 2021년 《트롯 매직유랑단》 (KBS 2TV)
- 2021년 《우도주막》 (tvN)
- 2021년 《갓파더 - 新가족관계증명서》 (KBS 2TV)
- 2022년 ~ (현재)  《신랑수업》 (채널A)
- 2022년 《옥탑방의 문제아들》 (KBS 2TV)
- 2022년 《줄 서는 식당》 (tvN)
- 2022년 《미운 우리 새끼》 (SBS)
- 2023년 《아는 형님》 (JTBC)
- 2023년 ~ 2024년 《먹고 보는 형제들》 (SBS Plus)
- 2023년 ~ 2024년 《강심장VS》 (SBS)
- 2025년 《조선의 사랑꾼》 - 심현섭♥︎정영림 편 VCR 출연 (TV조선)
- 2025년 《오은영 스테이》 (MBN)

### 드라마 & 시트콤
- 2007년 《칼잡이 오수정》 (SBS) - 약사 역
- 2008년 《코끼리》 (MBC) - 주복수 역
- 2008년 《쾌도 홍길동》 (KBS2) - 연씨 역
- 2008년 《서울무림전》 (MBC 드라마넷) - 이만기 역
- 2008년 《환상기담》 (MBC every1) - 영민 역
- 2013년 《드라마 페스티벌 - 아프리카에서 살아남는 법》 (MBC)
- 2013년 《KBS 드라마 스페셜 - 기묘한 동거》 (KBS2) - 504호 박군 역
- 2014년 《귀신 보는 형사 처용》 (OCN) - 인터넷 방송BJ 역
- 2015년 《미생물》 (tvN) - 마복렬 부장 역
- 2015년 《초인시대》 (tvN) - 문세윤 역
- 2015년 《고품격 짝사랑》 (웹드라마) - 장 대표 역
- 2016년 《한 번 더 해피엔딩》 (MBC) - 큐피드 역
- 2016년 《클릭유어하트》 (네이버 TV캐스트) - 버스 기사 역
- 2016년 《신데렐라와 네명의 기사》 (tvN) - 은하원이 알바하던 편의점 점장 역
- 2019년 《막돼먹은 영애씨 17》 (tvN) - 무당 역 (1화 특별출연)
- 2020년 《꼰대인턴》 (MBC) - (특별출연)
- 2020년 《스타트업》 (tvN) - 경비원 역 (7화 우정출연)
- 2025년 《사계의 봄》 (SBS) - 편의점 사장 역

### 영화
- 《생날선생》(2006년) - 양호선생님 역.
- 《천하장사 마돈나》(2006년) - 덩치 1역.
- 《어깨너머의 연인》(2007년) - 라디오 DJ 목소리 역.
- 《뜨거운 것이 좋아》(2008년) - 아미 헤어 드레서 역.
- 《라듸오 데이즈》(2008년) - 당원 3 역.
- 《무림여대생》(2008년) - 차력부 주장 역.
- 《페스티발》(2010년) - 덕구 역.
- 《티끌 모아 로맨스》(2011년) - 시삽 역.
- 《미생 프리퀄》(2013년) - 김동식 역.
- 《마녀》(2014년) - 대학 선배 역.
- 《그날의 분위기》(2016년) - 카센타 후배 역.
- 《하프》(2016년) - 핑크 역.
- 《굿바이 싱글》(2016년) - 방송국 연예인 역.
- 《조작된 도시》(2017년) - 다큐 나래이션 역.
- 《타이거마스크》(2021년, 특별출연)

### 라디오
- 불교방송 뮤직펀치(2006~2010)

### 연극
- 《로미오와 줄리엣 Ver2.0》(2010년) - 캐플렛 역.
- 《사랑은 비를 타고》(2015년) - 정동욱 역.

## 그 외 활동

### CF
- 2006년 엘에스인포 스타로또
- 2006년 해태음료 써니텐 (with 류덕환)
- 2006년 삼성전자 애니콜 (with 웃찾사 개그맨들)
- 2010년 (주)조이 구이보따리
- 2012년 SN인더스트리 꿀삐닭강정
- 2015년 동양매직 가스 하이브리드 레인지 (with 김인석)
- 2016년 환경부 빈용기보증금 제도개선 (with 유민상, 김민경)
- 2016년 다시만난사람들 경아두마리치킨
- 2016년 한우자조금관리위원회 더 한우
- 2016년 대상 청정원 휘슬링쿡 포개먹GO (with 이국주)
- 2017년 넷마블게임즈 모두의마블 다이아몬드 (with 홍윤화)
- 2017년 종근당 속청
- 2018년 디디F&B 디디치킨
- 2018년 (주)비씨카드 비씨카드
- 2018년 ~ 굿지앤 한상커플 (with 이국주)
- 2019년 ~ 보강엔터프라이즈 큰맘할매순대국
- 2020년 ~ 해태제과 생생감자칩
- 2020년 ~ DB손해보험 다이렉트 (with 임윤아)
- 2020년 ~ 환경부 오늘부터 환경뚱 캠페인 (with 김민경)

### 홍보대사
- 2004년 한국애견연맹 명예홍보대사
- 2015년 전주 맛 일일 홍보대사
- 2016년 ~ 참빛문화예술학교 홍보대사
- 2018년 ~ 김포시 홍보대사
- 2019년 한국관광공사 한국 음식관광  홍보대사

### 노래앨범
- 2021년 부끄뚱 - 은근히 낮 가려요 (feat.라비)

## 수상 및 후보
| 연도   | 시상식                       | 부문                           | 작품            | 비고 |
| ------ | ---------------------------- | ------------------------------ | --------------- | ---- |
| 2006년 | 제5회 대한민국 영화대상      | 신인남우상                     | 천하장사 마돈나 | 후보 |
| 2008년 | MBC 방송연예대상             | 코미디/시트콤 부문 남자 우수상 | 코끼리          | 후보 |
| 2016년 | 제10회 케이블TV 방송대상     | 맛있는 스타상                  | 맛있는 녀석들   | 수상 |
| 2019년 | 제55회 백상예술대상          | TV부문 남자 예능상             | 맛있는 녀석들   | 후보 |
| 2019년 | 제27회 대한민국 문화연예대상 | 예능부문 남자 최우수상         | 빈칸}           | 수상 |
| 2020년 | 제56회 백상예술대상          | TV부문 남자예능상              | 1박 2일 시즌4   | 후보 |
| 2020년 | KBS 연예대상                 | 쇼·버라이어티 부문 최우수상    | 1박 2일 시즌4   | 수상 |
| 2021년 | 제57회 백상예술대상          | TV부문 남자예능상              | 1박 2일 시즌4   | 후보 |
| 2021년 | KBS 연예대상                 | 올해의 예능인상                | 1박 2일 시즌4   | 수상 |
| 2021년 | KBS 연예대상                 | 대상                           | 1박 2일 시즌4   | 수상 |
| 2023년 | KBS 연예대상                 | 올해의 예능인상 (1박 2일 팀)   | 1박 2일 시즌4   | 수상 |
| 2023년 | KBS 연예대상                 | 대상 (1박 2일 팀)              | 1박 2일 시즌4   | 수상 |
| 2024   | KBS 연예대상                 | 베스트 엔터테이너상            | 1박 2일 시즌4   | 수상 |